# 高碘酸根合镍酸盐
高碘酸根合镍酸盐是一类高碘酸根配位至镍形成的配位化合物，其中镍为+4价，为强氧化剂，可以将溴酸盐氧化至高溴酸盐。
高碘酸镍钠NaNiIO6·0.5H2O和高碘酸镍钾KNiIO6·0.5H2O在1946年由P. Ray和B. Sarma发现，它们是暗紫色的物质，可由过硫酸盐在沸水中氧化混有高碘酸钾（或高碘酸钠）的硫酸镍得到。用其它碱金属盐还能得到RbNiIO6·0.5H2O、CsNiIO6·0.5H2O或NH4NiIO6·0.5H2O。这些晶体难溶于水、酸或碱。在制备反应中，臭氧也可用作氧化剂。配合物的颜色是由于吸收的可见光波长小于800 nm，峰值在540 nm。它们的晶体空间群为P312。含锰、锗、锡或铅的混合高碘酸根配合物与之同构。
二高碘酸根合镍酸盐也称二羟基二高碘酸根合镍酸盐，由两个高碘酸根阴离子配位至+4价的镍原子。[Ni(OH)2[IO5OH]2]6−和钠形成棕色的化合物 Na4H2[Ni(OH)2[IO5OH]2]·6H2O，以及Na5H[Ni(OH)2[IO5OH]2]·H2O和橙色的钴盐[Co(en)3]2Ni(OH)2[IO5OH]2。钯、铜、银、金、钌和锇的二高碘酸根合镍酸盐类似物也是存在的。二高碘酸根合镍酸盐是强氧化剂，可溶于碱性的水溶液中。在溶液中，根据pH和浓度不同存在[Ni(OH)2[IO3(OH)3]2]2−和[Ni(OH)2[IO3(OH)3][IO4(OH)2]]3−离子。它将溴酸盐氧化至高溴酸盐的化学性质是罕见的，能够完成这一反应的氧化剂很少。反应中，四价镍会被还原为三价，并放出羟基自由基与溴酸根反应。Ni(III)将BrO42−转化之BrO4−。固体单高碘酸根合镍酸盐KNiIO6·0.5H2O在氢氧化钾和高碘酸钾的混合溶液中溶解，生成二高碘酸根合镍酸盐的溶液。